# Músculo detrusor
O músculo detrusor é um músculo liso da parede da bexiga urinária. Durante a micção, ele se contrai para expulsar a urina da bexiga. Em outros momentos, ele se mantém relaxado para permitir que a bexiga se encha.